# Keagan Dolly
Keagan Dolly (Johannesburg, 22 gennaio 1993) è un calciatore sudafricano, centrocampista del TS Galaxy.

## Carriera

### Club
Ha sempre giocato nella massima serie sudafricana, prima di firmare per il Montpellier.

### Nazionale
Ha esordito in nazionale nel 2014 per poi essere convocato per le Olimpiadi nel 2016.

## Palmarès

### Club

#### Competizioni nazionali
- Campionato sudafricano: 1

Mamelodi Sundowns: 2015-2016
- Telkom Knockout: 1

Mamelodi Sundowns: 2015

#### Competizioni internazionali
- CAF Champions League: 1

Mamelodi Sundowns: 2016